# تحالف قوى الإجماع الوطني
تحالف قوى الإجماع الوطني أو تحالف احزاب المعارضة السودانية هو تكتل الأحزاب المعارضة في السودان التي تمتنع عن المشاركة في الحياة النيابية في البلاد، وتعارض توجهات النظام. تضم 17 حزبا معارضا. تأسس في سبتمبر/ أيلول 2009 الذي يتزعمه فاروق أبو عيسى.

## الأحزاب
تضم 17 حزبا معارضا إضافة إلى احزاب يسارية صغيرة، كل من:
- حزب الامة بزعامة الصادق المهدي.
- الحزب الشيوعي السوداني.
- حزب المؤتمر الشعبي بزعامة حسن الترابي.
- الحركة الشعبية لتحرير السودان قطاع الشمال.